# Мораль (повість)
«Мораль» — повість американського письменника Стівена Кінга, опублікована в часописі Esquire за липень 2009 року. Пізніше цей твір було включено як додаткову історію до повісті «Блокади Біллі», опублікованої 25 травня 2010 року. Пізніше, у 2015, повість «Мораль» увійшла до авторської збірки «Ярмарок нічних жахіть».
В останній публікації Кінг розкрив, що ця історія була натхненна проблемами моральної філософії в його власному житті, в ті часи коли він був поганим студентом, який час від часу крав у магазинах або писав реферати іншим студентам (академічне правопорушення), щоб звести кінці з кінцями. Повість «Мораль» отримала премію Ширлі Джексона у 2009 році як найкращий роман.

## Сюжет
Чад і Нора Каллахан страждають через фінансові труднощі, які були спричинені нестачею роботи та низькою зарплатнею. Хоча вони, здається, розчаровані напливом щомісячних рахунків та інших витрат, вони залишаються переважно оптимістичними щодо майбутнього. Чад сподівається збільшити їхній дохід, написавши книгу, засновану на своєму досвіді вчителя на заміні, а Нора, медсестра, працює на повний робочий день у священика на пенсії на ім'я Джордж Вінстон, який частково паралізований і пересувається на інвалідному візку після перенесеного інсульту. .
Час, який Нора проводить з Вінстоном, здебільшого проходить без подій, поки одного разу він не пропонує Норі вирішити її фінансові проблеми. Вінстон розповідає, що він прожив своє життя в основному безгрішно і тепер прагне вчинити один великий гріх перед смертю. Однакб через свій стан він не може покинути дім, тому вчинення будь-якого гріха без сторонньої допомоги неможливе. Вінстон заявляє, що він має намір згрішити через дії Нори й це фактично «подвоїть коефіцієнт його гріха» в очах Бога. Він чітко дає зрозуміти, що за Норину допомогу та те, що вона прийме на себе ризик в цій справі він заплатить їй загалом 200 000 доларів.
Спочатку, коли Вінстон розкриває, в чому заключається той гріх, це приголомшує Нору і вона припускає, що чоловік, мабуть, божевільний. Після того як Нора і Чад обговорили всіх переваги та недоліки пропозиції і обміркували, що за гроші вони зможуть погасити всі свої борги та переїхати до Вермонту, Нора погоджується на пропозицію. Після того як вони виконують те, що сказав Вінстон, жінка повертається до нього з відеокасетою, яка документує те, що вони зробили. Під час перегляду запису виявилося, що гріх Вінстона полягав у тому, щоб Нора підійшла до маленької дитини в парку серед білого дня та вдарила її кулаком по обличчю, через що у дитини потекла кров з носа.
Здавалося б, задоволений результатом вчинку Нори, Вінстон погоджується заплатити їй гроші. Чоловік припускає, що Нора більше не захоче працювати на нього тепер, коли вона побачила його справжнє обличчя. Нора каже, що вона вважає всю цю ситуацію відразливою, і дивується, чому Вінстон захотів вчинити такий безглуздий вчинок. Незабаром після цієї ситуації вона дізнається, що Вінстон покінчив життя самогубством . Нору цікавить питання про відеозапис і про те, чи його знайдуть.
З плином часу Чад і Нора страждають через почуття провини за свою співучасть. Їхній оптимізм слабшає тоді як страх перед викриттям тільки наростає. Чад починає випивати, а у Нора заводить два романи і у неї розвивається схильність до мазохістського задоволення під час сексу. Врешті-решт вони розлучаються. Чад звинувачує в невдачі та недостатній якості своєї книги відчуття провини та нестачу віри Нори в його письменницький талант. Нора щаслива, що позбулася Чада, і починає працювати на повний робочий день у лікарні. Вона знаходить стару книгу під назвою «Основи моралі» в магазині вживаних книг ; вона раніше бачила цю книгу в кабінеті Вінстона. Прочитавши її, Нора з сумом робить висновок, що в книзі є небагато або чи взагалі немає нічого, про що вона ще не знала.